# Crac'h
Crac'h é uma comuna francesa na região administrativa da Bretanha, no departamento Morbihan. Estende-se por uma área de 30,69 km². Em 2010 a comuna tinha 3 446 habitantes (densidade: 112,3 hab./km²).